# فین دامن
فین دامن (انگلیسی: Finn Dahmen؛ زادهٔ ۲۷ مارس ۱۹۹۸) بازیکن فوتبال اهل آلمان است.
وی همچنین در تیم‌های ملی فوتبال جوانان آلمان، جوانان آلمان، جوانان آلمان، جوانان آلمان، زیر ۲۰ سال آلمان، و زیر ۲۱ سال آلمان بازی کرده‌است.